# Hagebosmolen
De Hagebosmolen is een windmolen in de tot de West-Vlaamse gemeente Langemark-Poelkapelle behorende plaats Langemark, gelegen aan Donkerweg 20.
Het betreft een gesloten standerdmolen, welke gebouwd werd in 1991. Hoewel het een schaalmodel is en dus kleiner dan de meeste standerdmolens, heeft het een gevlucht (lengte van een roede) van 8,94 meter. Het molentje is maalvaardig en heeft één koppel stenen.